# Улица Вилонова (Калуга)
Улица Вилонова — улица в исторической части Калуги, проходит от улицы Луначарского до Первомайской улицы. Протяжённость улицы около 700 м.

## История
Улица в этом месте существовала уже в XVII веке и была предусмотрена на градостроительном плане 1778 года. Современная улица соединила в себе два дореволюционный переулка — Черновский (также Чернов, по имени местного домовладельца) и Никольский (по названию Николо-Слободской церкви, не сохранилась).
В 1878 году начались занятия в открытом на улице железнодорожном училище. Ещё в 1855 году купец Чернов передал несколько домов на улице для устройства детского приюта, его открыли в 1861 году. Позднее эти здания выкупили для открывшегося в 1878 году железнодорожного технического училища, разрозненные дома перестроили в единое двухэтажное здание в стиле модерн и возвели купол над главным вестибюлем. Проект здания выполнил архитектор Иван Устинович Цыганенко, в начале XX века заведующий гражданскими сооружениями Сызрано-Вяземской железной дороги.
С установлением советской власти улица получила название Улица женщин работниц (Улица работниц). Застройка улицы пострадала во время Великой Отечественной войны.
Современное название, с 1967 года, в честь русского революционера Никифора Вилонова (1883—1910), мемориальная доска установлена на фасаде железнодорожного техникума.
По программе «Старый город» для д. 9 на улице были найдены инвесторы и проведены реставрационные работы.

## Достопримечательности
д. 5 — Жилой дом
д. 7 — Дом Горбуновых
д. 9 — Лютеранская кирха

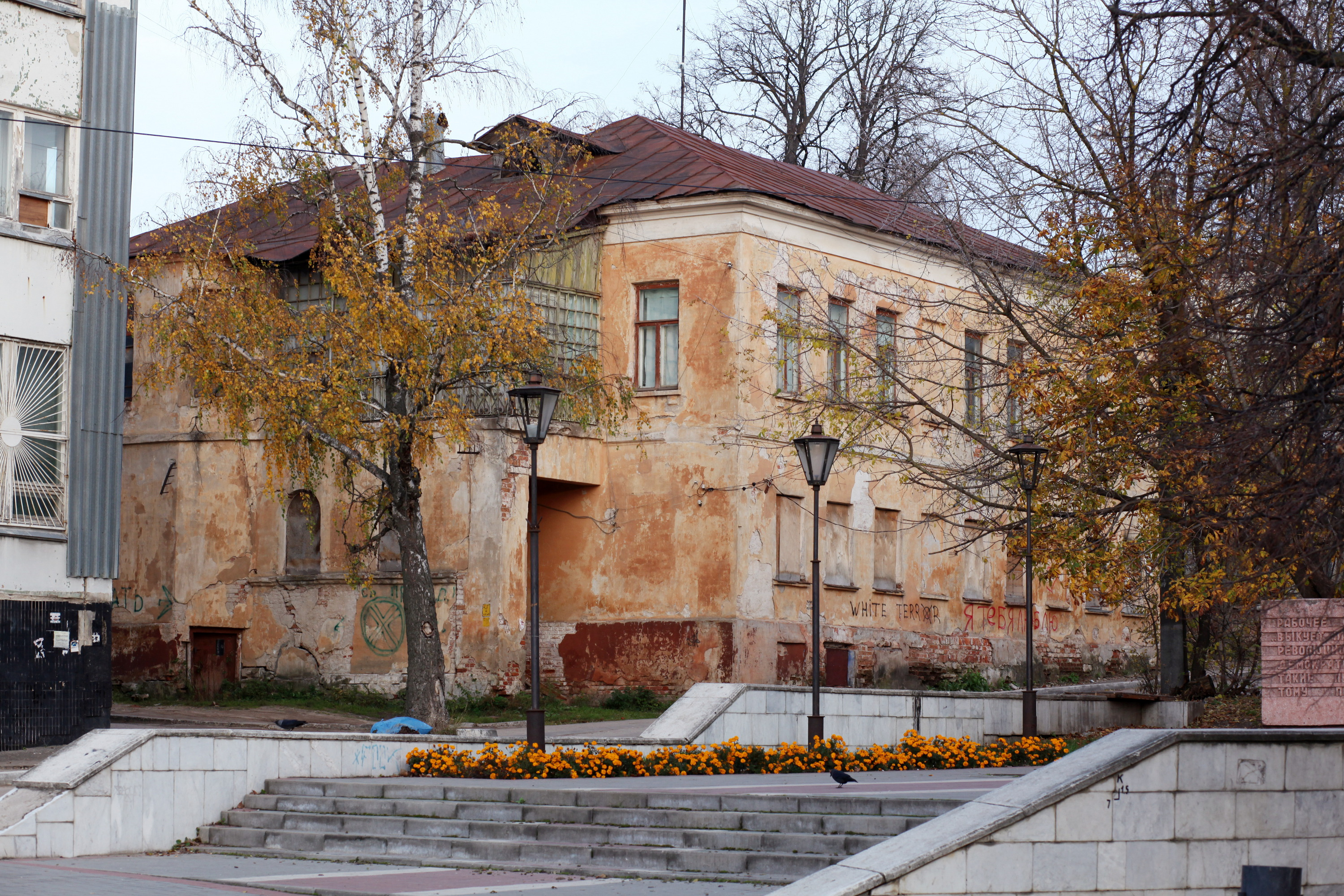
д. 7

д. 11 — Железнодорожное училище, Здание мастерских железнодорожного техникума, где с 1923 по 1925 год работал К. Э. Циолковский; в 1898—1901 годах учился революционер Н. Е. Вилонов, в 1905 году находился штаб боевой дружины РСДРП.
д. 17 — Жилой дом
д. 32 — Усадьба Фалеевых